# الحسينية (الكرك)
الحسينية منطقة سكنية تقع في لواء المزار الجنوبي، محافظة الكرك في الأردن. تنتمي المنطقة لقضاء مؤاب الذي يضم 6 مناطق. يقدر عدد سكانها بـ 5364 نسمة حسب إحصاء 2015.

## أعلام
- نزار اللبدي - (1951) كاتب وشاعر.
- فايز الطراونة - (1949- 2021)، سياسي ورئيس وزراء سابق.

## الوصلات الخارجية
- دائرة الاحصاءات العامة